# 스코틀랜드의 마틸다
스코틀랜드의 마틸다(Matilda of Scotland) 또는 스코틀랜드의 이디스(Edith of Scotland, 1080년 - 1118년 5월 1일)는 잉글랜드 왕비이자 노르망디 공작부인이자 헨리 1세의 첫 번째 부인이기도 했다. 헨리 1세의 부재시 섭정으로서 잉글랜드를 다스렸다.
마틸다는 말 콜룸 3세가 에드워드 애설링의 딸 성녀 마거릿과의 사이에서 낳은 딸이다. 6세 때 여동생과 함께 이모 크리스티나가 수녀원장으로 있는 남잉글랜드로 가서 교육을 받았다. 본명은 에디스(고대 영어: Eadgyth)였으나, 당시 잉글랜드를 지배하던 노르만인들은 그를 마틸다라고 불렀다. 왜 그런 것인지는 불분명하다.
13세가 된 1093년 잉글랜드 귀족 영식과 약혼했다. 같은 해 아버지 말 콜룸 3세와 오라비 에드워드가 북잉글랜드를 침공했다 전사(앨른위크 전투)하고 얼마 뒤 어머니 마거릿도 사망하자 파혼당했다. 스코틀랜드에서는 마틸다의 삼촌 돔날, 이복형제 돈카드, 동복형제 에드가르 사이에서 계승권 내전이 벌어졌다. 이 시기 마틸다가 무엇을 하고 있었는지는 확실하지 않다.
1100년, 잉글랜드 국왕 윌리엄 2세가 수상쩍은 정황에서 사망하고 그 동생 헨리가 헨리 1세로 즉위했다. 헨리 1세는 마틸다에게 청혼했다. 한편 스코틀랜드에서는 에드가르가 내전에 승리했다. 잉글랜드와 스코틀랜드 양측은 관계 개선을 도모하고 있었고, 노르만 왕조에 앵글로색슨인 혈통이 부족하던 차에 모계로 색슨인인 마틸다는 좋은 왕비감이었다. 그러나 마틸다가 수녀원에서 지내는 동안 수녀 서원을 하지 않았다는 것을 교회에 인증을 받느라 결혼이 늦어졌다.
1100년 11월 마틸다와 헨리는 결혼했다. 사이에 자식을 네 명 낳았지만 두 명은 어려서 죽고 두 명만 장성했다. 마틸다는 궁정의 문학, 음악, 종무를 이끌었고 매우 경건했다. 남편이 원정을 나간 동안 안살림을 맡으며 주로 교회에 많은 투자를 했다. 마틸다는 자기 딸 마틸다가 신성로마황후가 되는 것을 볼 때까지 살았지만, 아들 윌리엄 애설링이 백선 침몰사고에 휘말려 익사하기 2년 전에 먼저 죽었다.
헨리는 아델라이데 드 로방과 재혼했지만 적자를 더 생산하지 못했다. 때문에 헨리 1세 사후 잉글랜드는 무정부시대라는 18년간의 계승권 내전기에 휘말리게 된다. 마틸다 왕비는 웨스트민스터 사원에 매장되었다. 성녀로 시성하려는 시도도 있었지만, 현실화되지는 않았다.